# Парапсихологическая ассоциация
Парапсихологическая ассоциация (англ. Parapsychological Association, PA) была образована в 1957 году в качестве профессиональное общество парапсихологов по инициативе Джозефа Бэнкса Райна, американского ботаника, который стремился сделать парапсихологию разделом психологии. Её целью, согласно уставу, было «продвигать парапсихологию как науку, распространять знания в этой области и интегрировать свои результаты с результатами других отраслей науки». Работа ассоциации освещается в Журнале парапсихологии и журнале Американского общества психических исследований.
В 1969 году Парапсихологическая ассоциация формально стала филиалом Американской ассоциации содействия развитию науки (AAAS).

## История
Создана в Дареме, Северная Каролина, 19 июня 1957 года. Её создание было предложено Д. Б. Райном на семинаре по парапсихологии, который был проведён в лаборатории парапсихологии Университета Дюка. Рейн предложил группе создать ядро международного профессионального сообщества в области парапсихологии.
Первым президентом ассоциация стал Р. А. Макконнелл, работавший в то время на кафедре биофизики Питтсбургского университета, первым вице-президентом - Гертруда Р. Шмейдлер с кафедры психологии Городского колледжа Нью-Йорка, секретарём-казначеем назначена Риа Уайт. В совет были избраны ещё четверо, в результате чего общее число членов достигло семи: Маргарет Андерсон, Реми Дж. Кадорет, Карлис Осис и У. Г. Ролл. Одним из соучредителей и сторонников PA была антрополог Маргарет Мид.
Под руководством Мид Парапсихологическая ассоциация сделала большой шаг в развитии областей парапсихологии в 1969 году, когда она стала аффилированной организацией с Американской ассоциацией содействия развитию науки (AAAS), крупнейшим научным сообществом в мире.
Принадлежность Парапсихологической ассоциации (ПА) к Американской ассоциации содействия развитию науки, наряду с общей открытостью для исследований парапсихических и оккультных явлений в 1970-х годах, за десятилетие привела к увеличению количества парапсихологических исследований. В течение этого периода были сформированы другие связанные с ней организации, в том числе Академия парапсихологии и медицины (1970), Институт паранаук (1971), Академия религии и психических исследований, Институт духовных наук (1973), Международная кирлиан-исследовательская ассоциация (1975), а также инженерно-аномалистический отдел Принстонской научно-исследовательской лаборатории (1979).
В 1980-е годы Парапсихологическая ассоциация работала в более чем 30 странах.
В 1984 году на ежегодном съезде ассоциации выступил физик Ричард Фейнман.
Парапсихологическая ассоциация состоит из около трёхсот сотрудников и ассоциированных членов по всему миру. Ассоциация присуждает премию «За выдающуюся карьеру» в знак признания заслуг своих членов, которые на протяжении 20 лет занимались исследованиями или вносили вклад в развитие «дисциплины». Президентом PA является американский клинический психолог Джеймс С. Карпентер.

## Критика
В 1979 году физик Джон А. Уилер отмечал, что парапсихология псевдонаучна и что её принадлежность к AAAS необходимо пересмотреть, однако его предложение по пересмотру не увенчалось успехом.